# Meisterschaft von Zürich 2000
Il Meisterschaft von Zürich 2000, ottantasettesima edizione della corsa, valido come ottava prova della Coppa del mondo 2000, si svolse il 20 agosto 2000 su un percorso di 248,4 km. Venne vinto dallo svizzero Laurent Dufaux, che terminò in 6h07'21".
Alla partenza erano presenti 176 ciclisti, dei quali 47 completarono la gara.

## Squadre partecipanti
| N.      | Cod. | Squadra                          |
| ------- | ---- | -------------------------------- |
| 1-8     | FDJ  | La Française des Jeux            |
| 11-18   | A2R  | AG2R Prévoyance                  |
| 21-28   | AMI  | Amica Chips-Tacconi Sport        |
| 31-38   | COF  | Cofidis, le Crédit par Téléphone |
| 41-48   | FAR  | Farm Frites                      |
| 51-58   | FAS  | Fassa Bortolo                    |
| 61-68   | FES  | Festina                          |
| 71-78   | LAM  | Lampre-Daikin                    |
| 81-88   | LIQ  | Liquigas-Pata                    |
| 91-98   | LOT  | Lotto-Adecco                     |
| 101-108 | MAP  | Mapei-Quick Step                 |

| N.      | Cod. | Squadra                  |
| ------- | ---- | ------------------------ |
| 111-118 | MCJ  | Memory Card-Jack & Jones |
| 121-128 | MER  | Mercatone Uno-Albacom    |
| 131-138 | ONC  | ONCE-Deutsche Bank       |
| 141-148 | PHO  | Phonak Hearing Systems   |
| 151-158 | PLT  | Polti                    |
| 161-168 | POS  | Post Swiss Team          |
| 171-178 | RAB  | Rabobank                 |
| 181-188 | SAE  | Saeco-Valli & Valli      |
| 191-198 | TEL  | Team Deutsche Telekom    |
| 201-208 | USP  | US Postal Service        |
| 211-218 | VIN  | Vini Caldirola-Sidermec  |

## Ordine d'arrivo (Top 10)
| Pos. | Corridore            | Squadra   | Tempo    |
| ---- | -------------------- | --------- | -------- |
| 1    | Laurent Dufaux       | Saeco     | 6h07'21" |
| 2    | Jan Ullrich          | Telekom   | s.t.     |
| 3    | Francesco Casagrande | Caldirola | s.t.     |
| 4    | Davide Rebellin      | Liquigas  | a 1'03"  |
| SQ   | Lance Armstrong      | US Postal | s.t.     |
| 6    | Óscar Freire         | Mapei     | a 1'19"  |
| 7    | Oscar Camenzind      | Lampre    | s.t.     |
| 8    | Andrej Kivilëv       | AG2R Pr.  | a 4'28"  |
| 9    | Daniele De Paoli     | Merc. Uno | a 4'51"  |
| 10   | Romāns Vainšteins    | Caldirola | a 4'58"  |